# Strother M. Stockslager

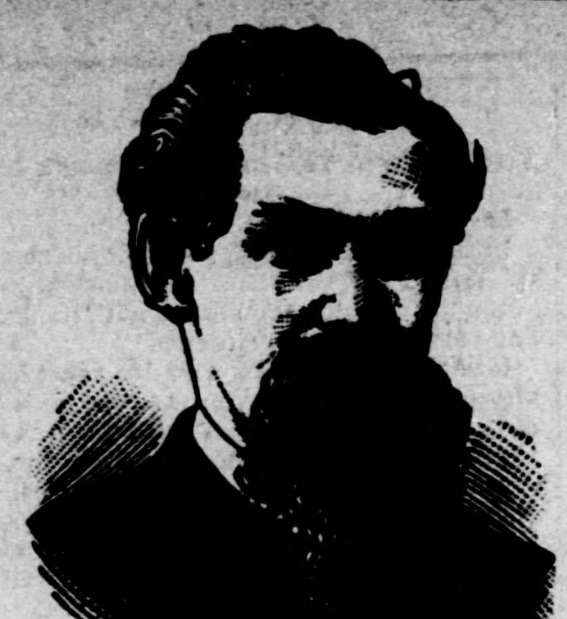
Strother M. Stockslager

Strother Madison Stockslager (* 7. Mai 1842 in Mauckport, Harrison County, Indiana; † 1. Juni 1930 in Washington, D.C.) war ein US-amerikanischer Politiker. Zwischen 1881 und 1885 vertrat er den Bundesstaat Indiana im US-Repräsentantenhaus.

## Werdegang
Strother Stockslager besuchte die öffentlichen Schulen seiner Heimat und die Corydon High School. Danach studierte er an der Indiana University in Bloomington. Anschließend arbeitete er als Lehrer. Während des Bürgerkrieges war Stockslager zunächst Leutnant und später Hauptmann im Heer der Union. Zwischen 1866 und 1870 war er in verschiedenen Positionen bei der Verwaltung des Harrison County angestellt. Eine zwischenzeitliche Berufung in die Bundessteuerbehörde durch Präsident Andrew Johnson wurde vom US-Senat nicht bestätigt. Nach einem Jurastudium und seiner im Jahr 1871 erfolgten Zulassung als Rechtsanwalt begann er in Indiana und Kentucky in diesem Beruf zu arbeiten. Gleichzeitig schlug er als Mitglied der Demokratischen Partei eine politische Laufbahn ein. Zwischen 1874 und 1878 gehörte Stockslager dem Senat von Indiana an. In den Jahren 1879 bis 1882 gab er die Zeitung „Corydon Democrat“ heraus.
Bei den Kongresswahlen des Jahres 1880 wurde Strother Stockslager im dritten Wahlbezirk von Indiana in das US-Repräsentantenhaus in Washington gewählt, wo er am 4. März 1881 die Nachfolge von George A. Bicknell antrat. Nach einer Wiederwahl konnte er bis zum 3. März 1885 zwei Legislaturperioden im Kongress absolvieren. Ab 1883 war er Vorsitzender des Ausschusses, der sich mit der Verwaltung der öffentlichen Liegenschaften befasste. Im Jahr 1884 wurde er von seiner Partei nicht mehr zur Wiederwahl nominiert.
Nach seinem Ausscheiden aus dem US-Repräsentantenhaus praktizierte Stockslager in Corydon als Anwalt. Zwischen 1885 und 1889 arbeitete er für das Katasteramt (General Land Office). Anschließend war er in der Bundeshauptstadt Washington als Rechtsanwalt tätig. Im Jahr 1894 bewarb sich Stockslager erfolglos um die Rückkehr in den Kongress; im Jahr 1896 war er Delegierter zur Democratic National Convention in Chicago, auf der William Jennings Bryan erstmals als Präsidentschaftskandidat nominiert wurde. Im Jahr 1918 arbeitete er für einige Zeit als Jurist für das US-Arbeitsministerium. Ansonsten setzte er seine Anwaltstätigkeit in der Bundeshauptstadt fort. Er starb am 1. Juni 1930 in Washington und wurde auf dem Nationalfriedhof Arlington in Virginia beigesetzt.